# Turiner Skala
Die Turiner Skala ist eine Methode, für identifizierte riskante Annäherungen erdnaher Asteroiden und Kometen sowohl die Wirkungen der im Falle eines Einschlags freigesetzten Energie als auch die Wahrscheinlichkeit des Einschlags unmissverständlich und übereinstimmend zu kommunizieren. Dazu werden diese beiden Größen zu einer Klassifikation herangezogen und den (elf) Klassen erklärende Texte zugeordnet.

Klasseneinteilung für die Turiner Skala
(Mt TNT bedeutet Megatonnen TNT-Äquivalent)

In der Klasse 0 ist das Risiko vernachlässigbar, weil die Erde höchstwahrscheinlich verfehlt wird oder das Objekt zu klein ist, als dass bei einem Einschlag mit Schäden zu rechnen ist. Klasse 1 vereint in einem Band Bereiche hoher Energie bei sehr geringer Wahrscheinlichkeit mit Bereichen sehr geringer Energie bei höherer Wahrscheinlichkeit, wobei stets das Risiko der entsprechenden Kombination sehr klein ist. Einstufungen in diese Klasse kommen für neu entdeckte Objekte öfter vor, werden aber meist bald aufgrund weiterer Beobachtungen auf 0 revidiert. Letzteres gilt auch für das in die Klassen 2 bis 4 unterteilte Band erhöhten Risikos. Ein bisher nicht vorgekommenes hohes Risiko besteht in den Klassen 5 bis 7. Die Klassen 8 bis 10 sind für sichere Ereignisse mit steigender Energie vorgesehen.
Anders als bei der ähnlichen Palermo-Skala geht der Zeitpunkt des möglichen Einschlags nicht in die Klassifikation ein, sondern muss separat mitgeteilt werden. In den Texten zu den Klassen 3 bis 6 wird explizit auf die verbleibende Zeit Bezug genommen. Für Ereignisse, die weiter als 100 Jahre in der Zukunft liegen, ist die Turiner Skala nicht anzuwenden.
Die Turiner Skala wurde von Richard P. Binzel (MIT) aufgestellt und auf einer UN-Konferenz 1995 als Near-Earth Object Hazard Index vorgestellt. Eine überarbeitete Version wurde im Juni 1999 auf der internationalen Konferenz (International Monitoring Programs for Asteroid and Comet Threat – IMPACT) zu erdnahen Objekten in Turin vorgestellt. Die Konferenzteilnehmer nahmen die überarbeitete Version an. Der beschlossene Name Torino Scale steht für den Geist der internationalen Kooperation dieser Konferenz hinsichtlich der Anstrengungen zur Erforschung und dem Verständnis der Risiken durch erdnahe Objekte (engl. Near-Earth object; NEO). Als Konsequenz der Presseberichterstattung über den Fehlalarm im Hinblick auf den Asteroiden (143649) 2003 QQ47 wurde 2005 die Turiner Skala zurückhaltender formuliert. Insbesondere wurde unterschieden zwischen erforderlicher öffentlicher Aufmerksamkeit oder nur durch Astronomen, und die wahrscheinliche Rückstufung aufgrund weiterer Beobachtungen wurde erwähnt.
| Keine Gefahr weißer Bereich                               | 0  | Die Kollisionswahrscheinlichkeit ist effektiv null oder das Objekt ist so klein, dass nicht mit Schäden zu rechnen ist. |
| Gewöhnlich grüner Bereich                                 | 01 | Eine routinemäßige Neuentdeckung, für die ein Vorbeiflug vorhergesagt wird, der keine ungewöhnliche Gefahr darstellt. Die aktuellen Berechnungen ergeben, dass eine Kollision extrem unwahrscheinlich ist. Weitere Beobachtungen werden höchstwahrscheinlich zu einer Rückstufung in die Klasse 0 führen. |
| Aufmerksamkeit der Astronomen erforderlich gelber Bereich | 02 | Eine – bei ausgedehnten Suchprogrammen routinemäßige – Neuentdeckung eines Objekts mit einem etwas engeren, aber nicht ungewöhnlichen Vorbeiflug an der Erde. Während die Aufmerksamkeit der Astronomen gefordert ist, besteht kein Anlass zu öffentlicher Aufmerksamkeit oder gar Sorge, da eine tatsächliche Kollision sehr unwahrscheinlich ist. Weitere Beobachtungen werden höchstwahrscheinlich zu einer Rückstufung in die Klasse 0 führen.                |
| Aufmerksamkeit der Astronomen erforderlich gelber Bereich | 03 | Eine engere Annäherung, welche die Aufmerksamkeit der Astronomen erfordert. Aktuelle Berechnungen ergeben eine Wahrscheinlichkeit von über einem Prozent für eine Kollision, welche lokale Zerstörungen verursachen würde. Weitere Beobachtungen werden sehr wahrscheinlich zu einer Rückstufung in die Klasse 0 führen. Falls die Begegnung weniger als ein Jahrzehnt entfernt ist, verdient sie Aufmerksamkeit der Öffentlichkeit und von offizieller Seite.    |
| Aufmerksamkeit der Astronomen erforderlich gelber Bereich | 04 | Eine engere Annäherung, welche die Aufmerksamkeit der Astronomen erfordert. Aktuelle Berechnungen ergeben eine Wahrscheinlichkeit von über einem Prozent für eine Kollision, welche regionale Zerstörungen verursachen würde. Weitere Beobachtungen werden sehr wahrscheinlich zu einer Rückstufung in die Klasse 0 führen. Falls die Begegnung weniger als ein Jahrzehnt entfernt ist, verdient sie Aufmerksamkeit der Öffentlichkeit und von offizieller Seite. |
| Bedrohlich oranger Bereich                                | 05 | Eine engere Annäherung, die eine ernste, aber noch unsichere Bedrohung regionaler Verwüstung darstellt. Astronomen müssen dringend ermitteln, ob die Kollision stattfinden wird oder nicht. Falls die Begegnung weniger als ein Jahrzehnt entfernt ist, kann staatliche Notfallplanung erforderlich sein. |
| Bedrohlich oranger Bereich                                | 06 | Eine enge Begegnung mit einem großen Objekt, die eine ernste, aber noch unsichere Bedrohung globaler Verwüstung darstellt. Astronomen müssen dringend ermitteln, ob die Kollision eintreten wird oder nicht. Falls die Begegnung weniger als drei Jahrzehnte entfernt ist, kann staatliche Notfallplanung erforderlich sein. |
| Bedrohlich oranger Bereich                                | 07 | Eine sehr enge Begegnung mit einem großen Objekt, die eine in diesem Jahrhundert beispiellose Bedrohung darstellt. Das Eintreten ist unsicher, aber die Verwüstung wäre global. Internationale Notfallplanung ist geboten, vor allem um schnell und schlüssig zu bestimmen, ob eine Kollision eintreten wird. |
| Sichere Kollisionen roter Bereich                         | 08 | Eine sicher eintretende Kollision, die bei einem Einschlag an Land lokale Zerstörung verursacht, bei einem Einschlag im nahen Küstenbereich einen Tsunami. Solche Ereignisse finden durchschnittlich alle 50 bis zu einigen 1.000 Jahren statt. |
| Sichere Kollisionen roter Bereich                         | 09 | Eine sicher eintretende Kollision, die bei einem Einschlag an Land eine regional beispiellose Zerstörung verursachen kann, bei einem Einschlag im Ozean einen großen Tsunami. Solche Ereignisse finden durchschnittlich alle 10.000 bis 100.000 Jahre statt. |
| Sichere Kollisionen roter Bereich                         | 10 | Eine sicher eintretende Kollision, die eine globale Klimakatastrophe verursachen kann und die Zivilisation, wie wir sie kennen, bedroht, egal ob Landfläche oder Ozean getroffen wird. Solche Ereignisse finden durchschnittlich seltener als alle 100.000 Jahre statt. |

Die mit Klasse 4 bisher höchste Einstufung galt im Dezember 2004 für den nahen Vorbeiflug von Asteroid Apophis im Jahr 2029. Kurz darauf sank der Wert auf 0, wie der Text zu Klasse 4 vorausgesagt hatte. Für spätere Begegnungen mit diesem Objekt galt bis 2007 noch Stufe 1, auch diese Einschätzung wurde 2009 korrigiert und dem Vorbeiflug 2036 die Stufe 0 zugeteilt. 
Der letzte Asteroid mit Stufe 1 war 2023 DW.
Laut Überwachungssystem Sentry wurde im Februar 2025 der Asteroid 2024 YR4 kurzfristig mit Stufe 3 eingeschätzt. Seit März 2025 gilt für diesen wieder Stufe 0.